# Bruchophagus ampelodesmae
Bruchophagus ampelodesmae is een vliesvleugelig insect uit de familie Eurytomidae. De wetenschappelijke naam is voor het eerst geldig gepubliceerd in 1967 door Viggiani.